# Temporada 1978 del Campeonato de España de Rally
La temporada 1978 fue la edición 22.ª del Campeonato de España de Rally. El calendario estaba compuesto de catorce pruebas puntuables más una prueba del extranjero que sumaba puntos para el campeonato: el Rally de Polonia.

## Calendario
Todas las pruebas eran también puntuables para el campeonato femenino.
| N.º | Fecha              | Rally                                  | Superficie     | Series |
| --- | ------------------ | -------------------------------------- | -------------- | ------ |
| 1   | 17-19 de febrero   | 26.º Rally Costa Brava                 | Asfalto/tierra | Europa |
| 2   | 4-5 de marzo       | 19.º Rally Vasco Navarro               | Asfalto        |        |
| 3   | 18-19 de marzo     | 8.º Critérium Montseny-Guilleries      | Asfalto        |        |
| 4   | 1-2 de abril       | 5.º Rally Maspalomas                   | Asfalto/tierra |        |
| 5   | 22-23 de abril     | 19.º Rally Fallas                      |                |        |
| 6   | 29-30 de abril     | 10.º 500 Km Nocturnos de Alicante      | Asfalto        |        |
| 7   | 27-28 de mayo      | 15.º Critérium Luis de Baviera         | Asfalto/tierra |        |
| 8   | 10-11 de junio     | 8.º Critérium de La Rioja              | Asfalto/tierra |        |
| 9   | 24-25 de junio     | 11.º Rally de Orense                   | Asfalto/tierra |        |
| 10  | 26-27 de agosto    | 9.º Rally de Ferrol                    | Asfalto        |        |
| 11  | 20-22 de octubre   | 26.º Rally de España                   |                | Europa |
| 12  | 4 de noviembre     | 20.º Rally 2000 Virajes                | Asfalto        |        |
| 13  | 18-19 de noviembre | 14.º Rally Cataluña-Rally de las Cavas | Asfalto        | Europa |
| 14  | 9-10 de diciembre  | 15.º Rally Costa del Sol               | Asfalto        |        |

## Equipos
| Equipo                     | Vehículo                   | Piloto             | Copiloto               | Rondas            |
| Equipos oficiales          | Equipos oficiales          | Equipos oficiales  | Equipos oficiales      | Equipos oficiales |
| -------------------------- | -------------------------- | ------------------ | ---------------------- | ----------------- |
| SEAT Competición           | Fiat 131 Abarth            | Antonio Zanini     | Juan José Petisco      | 1, 3-5, 7, 13     |
| SEAT Competición           | Fiat 131 Abarth            | Beny Fernández     | Jordi Sabater          | 13                |
| Chrysler España            | Chrysler 180               | Genito Ortiz       | María Jesús Cabal      | 2-3, 12-13        |
| Equipos privados           |                            |                    |                        |                   |
| Escudería Diez Competición | Lancia Stratos HF          | Jorge de Bagration | Nuria Llopis           | 5-11, 13-14       |
| Reverter Competición       | Ford Fiesta 1300 S         | Pío Alonso         | Leopoldo Varela        | 1-3               |
| Reverter Competición       | Ford Escort RS 1800 MKII   | Pío Alonso         | Leopoldo Varela        | 10, 12-14         |
| Escudería Palmera          | Porsche 911 Carrera RS     | Marc Etchebers     | José Ramón Amorena     | 2, 6              |
| Escudería Palmera          | Porsche 911 Carrera RS     | Marc Etchebers     | Mª Christine Etchebers | 13-14             |
| Escudería Costa Brava      | Porsche 911 Carrera RS 2.7 | Claudi Caba        | Joan Aymamí            | 1, 3, 5-6, 12-14  |
|                            | Ford Escort RS 1800 MKII   | Beny Fernández     | Antonio Doural         | 1-3               |

## Resultados

### Campeonato de pilotos
- Clasificación incompleta.

| Pos. | Piloto             | COB | VCN | CMG | MAS | FAL | 500 | CLB | CLR | OUR | FER | ESP | 2VI | CAT | SOL | Puntos |
| ---- | ------------------ | --- | --- | --- | --- | --- | --- | --- | --- | --- | --- | --- | --- | --- | --- | ------ |
| 1.   | Antonio Zanini     | 1   |     | 1   | 1   | 1   |     | 1   |     |     |     |     |     | 1   |     | 400    |
| 2.   | Jorge de Bagration |     |     |     |     | 2   | Ret | ?   | 1   | 1   | 2   | 3   |     | 3   | 1   | 286,4  |
| 3.   | Pío Alonso         | Ret | 7   | 7   |     |     |     |     |     | 4   | 1   |     | 1   | Ret | Ret | 252    |
| 4.   | Marc Etchebers     |     | 2   |     |     | 3   | 1   |     | 2   | 3   | 3   |     |     | 4   | 2   | 225    |
| 5.   | Claudi Caba        | 2   |     | 2   |     | Ret | 2   |     |     |     |     |     | 2   | Ret | 3   | 214,8  |
|      | Beny Fernández     | Ret | 1   | Ret |     |     |     |     |     |     |     |     |     | 2   |     |        |

### Campeonato de marcas
| Pos. | Marca    | Puntos |
| ---- | -------- | ------ |
| 1.   | SEAT     | 202,5  |
| 2.   | Chrysler | 193,5  |
| 3.   | Citroën  | 40     |
| 4.   | Renault  | 10,5   |

### Campeonato de copilotos
| Pos. | Copiloto           | Puntos |
| ---- | ------------------ | ------ |
| 1.   | Juan José Petisco  | 146    |
| 2.   | Nuria Llopis       | 102,6  |
| 3.   | Joan Aymamí        | 72,4   |
| 4.   | José Ramón Amorena | 65     |
| 5.   | Leopoldo Varela    | 61     |

### Campeonato femenino
| Pos. | Piloto         | Puntos |
| ---- | -------------- | ------ |
| 1.   | Paloma Landete | 129    |
| 2.   | «Yolanda»      | 60     |

### Campeonato de copilotos femeninos
| Pos. | Copiloto                | Puntos |
| ---- | ----------------------- | ------ |
| 1.   | Mercedes de Onis        | 81     |
| 2.   | Matilde G.ª de Oro      | 66     |
| 3.   | Concepción de la Fuente | 66     |
| 4.   | Yolanda Barrio          | 21     |
| 5.   | M.ª Jesús Duque         | 12     |

### Trofeo de Conductores de Turismo de Serie (Fabricación nacional)
| Pos. | Piloto                 | Puntos |
| ---- | ---------------------- | ------ |
| 1.   | Alfonso Marcos         | 209    |
| 2.   | Juan Carlos Mach       | 162    |
| 3.   | «Gavi»                 | 139,5  |
| 4.   | Eduardo Agustín        | 80,5   |
| 5.   | Francisco de A. Tornos | 45     |

### Desafío Simca
| Pos. | Piloto       |
| ---- | ------------ |
| 1.   | José Cortada |